# Madeleine Akrich
Madeleine Akrich (nascida em 4 de março de 1959) é uma socióloga da tecnologia francesa. Ela atuou como diretora do Centro de Sociologia da Inovação da Mines ParisTech de 2003 a 2013. Ela é conhecida por desenvolver a teoria ator-rede (TAR) com Bruno Latour, Michel Callon, John Law e outros.

## Pesquisas
O trabalho de Akrich diz respeito à sociologia da tecnologia e tem sido influente nos estudos de ciência e tecnologia (CTS). Ela desenvolveu a teoria ator-rede, uma abordagem teórica para a análise social, ao lado de Michel Callon, Bruno Latour, John Law, e outros.

## Principais obras
- Madeleine Akrich, Cécile Méadel and Vololona Rabeharisoa, Se mobiliser pour la santé. Des associations s'expriment, Paris, Presses des mines, 2009.
- Madeleine Akrich & Cécile Méadel, "De l'interaction à l'engagement: les collectifs électroniques, nouveaux militants dans le champ de la santé," Hermès, n°47, 2007.
- Madeleine Akrich, Bruno Latour, & Michel Callon (ed.), Sociologie de la traduction : textes fondateurs, Paris, Mines Paris, les Presses, "Sciences sociales," 2006. ISBN 2-911762-75-4
- Madeleine Akrich, Vololona Rabeharisoa, P. Jamet, Cécile Méadel & F. Vincent (ed.), La Griffe de l'ours. Débats et controverses en environnement, Paris, Presses de l'École des Mines, 2002.
- Madeleine Akrich & Françoise Laborie, De la contraception à l'enfantement. L'offre technologique en question, Paris; Montréal (Québec), l'Harmattan, 1999. ISBN 2-7384-8476-XISBN 2-7384-8476-X
- Madeleine Akrich & Bernike Pasveer, Comment la naissance vient aux femmes. Les techniques de l'accouchement en France et aux Pays-Bas, Le Plessis-Robinson, Synthélabo, "Les Empêcheurs de penser en rond," 1996. ISBN 2-908602-74-1ISBN 2-908602-74-1
- Madeleine Akrich,  L. Bibard, Michel Callon et al. (ed.), Ces réseaux que la raison ignore, Paris, l'Harmattan, "Logiques sociales," 1992. ISBN 2-7384-1293-9ISBN 2-7384-1293-9
- Madeleine Akrich, "The De-Scription of Technical Objects" in Shaping Technology / Building Society: Studies in Sociotechnical Change, 1992.